# Michael Ambichl
Michael Ambichl (* 26. April 1991 in St. Pölten) ist ein österreichischer Fußballspieler.

## Karriere
Ambichl begann seine Karriere beim SC Pyhra. 2005 wechselte er in den Nachwuchs des SKN St. Pölten. Am letzten Spieltag der Saison 2007/08, in der der Verein den Meistertitel in der Regionalliga Ost erringen konnte, spielte er das erste Mal für die Kampfmannschaft des Vereins. Sein Profidebüt gab er am 6. Spieltag 2008/09 gegen den 1. FC Vöcklabruck. Am 9. Spieltag 2015/16 gegen den Floridsdorfer AC gab er sein 200. Ligaspiel. 2016 konnte er mit dem SKN St. Pölten in die Bundesliga aufsteigen.
Nach 319 Einsätzen in den höchsten drei Spielklassen für den SKN verließ er den Verein nach der Saison 2019/20 nach 15 Jahren beim Verein. Michael Ambichl ist mit 350 Pflichtspieleinsätzen der Rekordspieler des SKN St.Pölten. Nach einem halben Jahr ohne Verein wechselte er im Jänner 2021 zum viertklassigen Kremser SC, mit welchen Ambichl in der Saison 2021/22 der Aufstieg in die drittklassige Regionalliga Ost gelang.